# 赛氏马先蒿
赛氏马先蒿（学名：Pedicularis semenovii）是列当科马先蒿属的植物。分布在拉合尔、喜马拉雅、阿富汗、俄罗斯以及中国大陆的新疆、西藏等地，生长于海拔1,500米至3,200米的地区，见于林缘、高山草甸、寒原和亚高山草甸，目前尚未由人工引种栽培。